# Mirza Kapetanović
Pour les articles homonymes, voir Kapetanović.
Mirza Kapetanović (né le 30 juin 1959 à Sarajevo) est un footballeur yougoslave des années 1980.

## Biographie
En tant que défenseur, Mirza Kapetanović fut international yougoslave à 6 reprises (1983-1985) pour aucun but inscrit. Sa première sélection fut honorée à Sarajevo, le 1er juin 1983, contre la Roumanie, qui se solda par une victoire (1-0). Sa dernière sélection fut honorée au Parc des Princes, contre la France, le 16 novembre 1985, qui se solda par une défaite (0-1).
Il joua dans deux clubs : le FK Sarajevo et les Kickers Offenbach. Avec le club yougoslave, il remporta le championnat en 1985, seul titre gagné par le joueur. Avec le club allemand, il joua en deuxième et troisième division, sans rien remporter.

## Clubs
- 1979-1988 :  FK Sarajevo
- 1988-1990 :  Kickers Offenbach

## Palmarès
- Championnat de Yougoslavie de football

- - Champion en 1985
  - Vice-champion en 1980
- Coupe de Yougoslavie de football
  - Finaliste en 1983